# Septuaginta

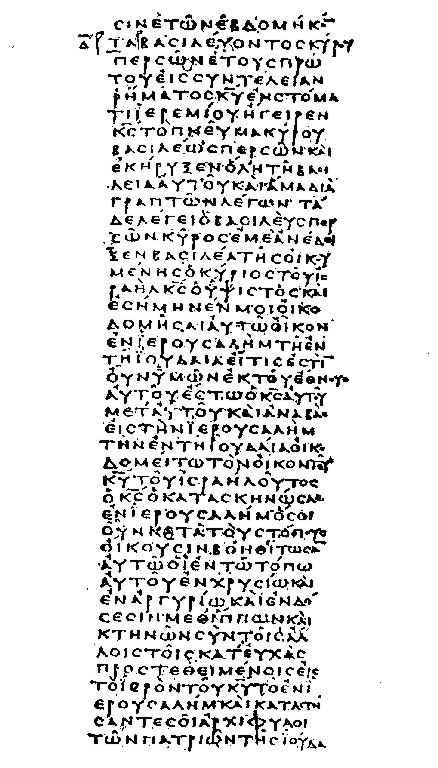
Fragment de la Septuaginta del Còdex Vaticanus

La Septuaginta, també coneguda com la Bíblia dels Setanta o simplement LXX, és la traducció de la Bíblia hebrea o Tanakh al grec koiné entre els segles III i II aC a Alexandria, a l'actual Egipte. En aquells moments, on molt pocs jueus entenien l'hebreu i la comunitat estava dispersa en diferents cultures lingüístiques, es feia necessària la traducció al grec, la lingua franca de la Mediterrània des dels temps d'Alexandre Magne, per harmonitzar la diàspora, paraula aquesta que apareix per primer cop a la Septuaginta. És la primera coneguda de moltes traduccions antigues de la Bíblia hebrea a la llengua grega, i és la Bíblia que devien usar Jesucrist i els seus deixebles.

## Etimologia
El seu nom en grec és Ἡ μετάφρασις τῶν Ἑβδομήκοντα (Hē metáphrasis tôn Hebdomḗkonta), literalment La traducció dels Setanta. En llatí es va anomenar Vetus Testamentum ex versione Septuaginta Interpretum (L'Antic Testament en la versió dels Setanta Traductors), i d'aquí el nom comú Septuaginta, que arrodoneix a 70 els 72 traductors dels textos, segons la tradició que diu que setanta-dos erudits jueus traduïren el Pentateuc (o la Torà) de l'hebreu al grec per a Ptolemeu II Filadelf, entre el 285 i el 246 aC.
No va ser fins a l'època d'Agustí d'Hipona (354–430 dC) que la traducció grega de les escriptures jueves es va anomenar amb el terme llatí Septuaginta.

## Història i influència
La Septuaginta va ser molt respectada des de temps antics. Filó d'Alexandria i Flavi Josep atribuïren inspiració divina als seus autors. A més de ser el fonament de les versions llatines antigues de la Bíblia, la Septuaginta també fou el fonament de les versions eslavòniques, sirohexapla (però no pas en la Peixitta), armènia, georgiana i copta de l'Antic Testament. La Septuaginta ha estat molt important al llarg de la història cristiana des dels temps de l'Església primitiva, en ser citada fins i tot als escrits dels pares apostòlics, als evangelis i les epístoles.
La Septuagina inclou alguns llibres que no es troben a la Bíblia hebrea o Tanakh del concili de Jamnia, la qual cosa fa pensar que sí que formaren part del primer cànon cristià, que els Concilis de Florència i de Trento validaren i que és l'oficial a l'Església Catòlica Romana (aquests llibres són els coneguts com a deuterocanònics).
La Carta d'Arístees presenta com un fet històric una antiga versió d'acord amb la qual, per instruccions de Ptolemeu II Filadelf (284-246 aC), 72 savis jueus enviats pel Summe Sacerdot de Jerusalem treballaren per separat en la traducció dels texts sagrats del poble jueu. Segons aquesta llegenda, la comparació del treball de tots els savis revelà que aquests havien coincidit en la traducció de manera miraculosa.
En general es creu que la Septuaginta hauria estat formada amb l'objectiu de conrear la fe de les comunitats jueves que vivien a la diàspora, i que es comunicaven en grec. En aquella època, vivia a Alexandria una comunitat molt nombrosa i productiva d'immigrants hebreus. Tanmateix, atès que l'ordre hauria provingut del rei Ptolemeu II, també és probable que la finalitat fos proveir la Biblioteca d'Alexandria amb una versió grega dels texts sagrats hebreus.

## Composició

### Llegenda jueva

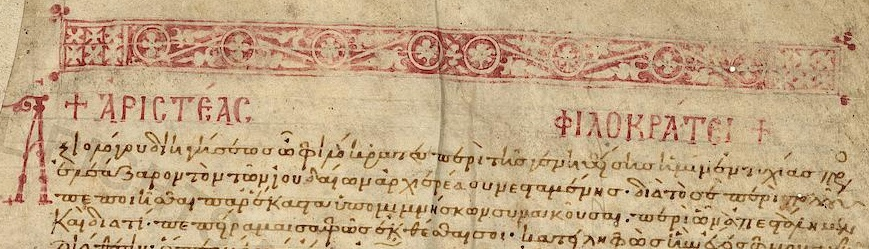
Començament de la Carta d'Arístees a Filòcrates. Biblioteca Apostòlica Vaticana,.

Setanta-dos erudits jueus van ser encarregats pel rei grec d'Egipte Ptolemeu II Filadelf de traduir la Torà de l'hebreu bíblic al grec per a incloure-la en la Biblioteca d'Alexandria.
Aquesta referència es troba al pseudoepígraf Carta d'Arístees que va escriure al seu germà Filòcrates, i és reproduïda per Filó d'Alexandria, Josefus (en Antiguitats judaiques), i per diverses fonts posteriors, incloent-hi Agustí d'Hipona. La història també es troba al Tractat Meguilà del Talmud babiloni:
| « | El Rei Ptolemeu va reunir una vegada 72 savis. Els va ressituar en 72 cambres, cadascun d'ells en una de separada; sense revelar-los el motiu pel qual havien sigut cridats. Va entrar en les habitacions de tots i els va dir un a un: "Escriu-me la Torà de Moisès, mestre". Déu va influir en tots ells perquè traduïren de manera idèntica a tots els altres ho van fer. | » |

Filó d'Alexandria, que feia servir molt la Septuaginta, afirma que el nombre d'erudits va ser triat seleccionant sis erudits de cadascuna de les dotze tribus d'Israel.

## Procés formatiu
Per a la seva formació, la majoria dels escrits sagrats jueus havien de passar de l'original hebreu i arameu al grec. La seva traducció començà al segle iii aC (c. 280 aC) i acabà a finals del segle ii aC (c. 100 aC). Primer es traduí la Torà, i la resta del treball s'anà completant a poc a poc. El filòsof jueu Aristòbul, qui visqué a Alexandria durant el regnat del Ptolemeu VI Filomètor (181-145 aC), confirma aquesta dada en referir-s'hi a una carta al rei amb les paraules següents:
| « | “[…] la completa traducció de tots els llibres de la Llei (el Pentateuc), en temps del rei Filadelf, ancestre vostre […] | » |

Tot i que no es coneix exactament la data i el lloc d'aquestes traduccions, els estudiosos proposen que una escola de traductors s'ocupà de versar el Llibre dels Salms de David, a Alexandria, cap a l'any 185 aC. Més endavant es traduïren els llibres d'Ezequiel i Jeremies, així com el Dodecaprofeton o Llibre dels XII Profetes [Menors]. Més endavant es traduïren els escrits històrics: Llibre de Josuè, Llibre dels Jutges i Llibre dels Reis i finalment el Llibre d'Isaïes. El Llibre de Daniel fou traduït cap a l'any 150 aC. Els llibres dels Macabeus, el Llibre de la Saviesa i el Siràcida foren incorporats als segles II i I aC. Alguns erudits situen a Palestina, durant el segle i, la traducció al grec dels llibres d'Ester, de Rut, l'Eclesiastès, el Llibre de les lamentacions i el Càntic dels Càntics.
Els escrits i texts hebreus i arameus que serviren de base per a la formació de la Septuaginta, mancaven de gramemes dotats de valors fonètics vocals, capitalització (alternança de majúscules i minúscules), signes de puntuació i accentuació, alguns certs tipus de connectors lògics, i algunes conjuncions, articles, prefixos i sufixos adverbials o preposicionals. Aquests antecedents podrien contribuir a explicar algunes diferències interpretatives entre la Septuaginta i el text hebreu-arameu conegut, i el fet que un temps després, en ambients jueus, alguns revisors haguessin procedit a tractar de corregir la Bíblia alexandrina per tal d'assimilar-la als seus texts.
Aquesta compilació de texts i d'escrits sagrats jueus traduïts al grec fou, des del principi, força socorreguda per il·lustrar la fe de les comunitats jueves i israelites de la diàspora, permetent l'accés als texts sagrats dels seus pares i avantpassats a les comunitats que no parlaven ja ni l'hebreu ni l'arameu.